# Белоусов, Евгений Леонидович
Евге́ний Леони́дович Белоу́сов (23 февраля 1937, Горький — 4 марта 2019, Нижний Новгород) — советско-российский инженер-конструктор, генеральный конструктор Горьковского НИИ радиосвязи/НПП «Полёт», доктор технических наук, профессор. Инициатор и руководитель создания единой испытательно-моделирующей системы радиополигонов, конструктор авиационных комплексов радиосвязи, основоположник создания системы воздушных пунктов управления Вооруженных Сил России.

## Биография

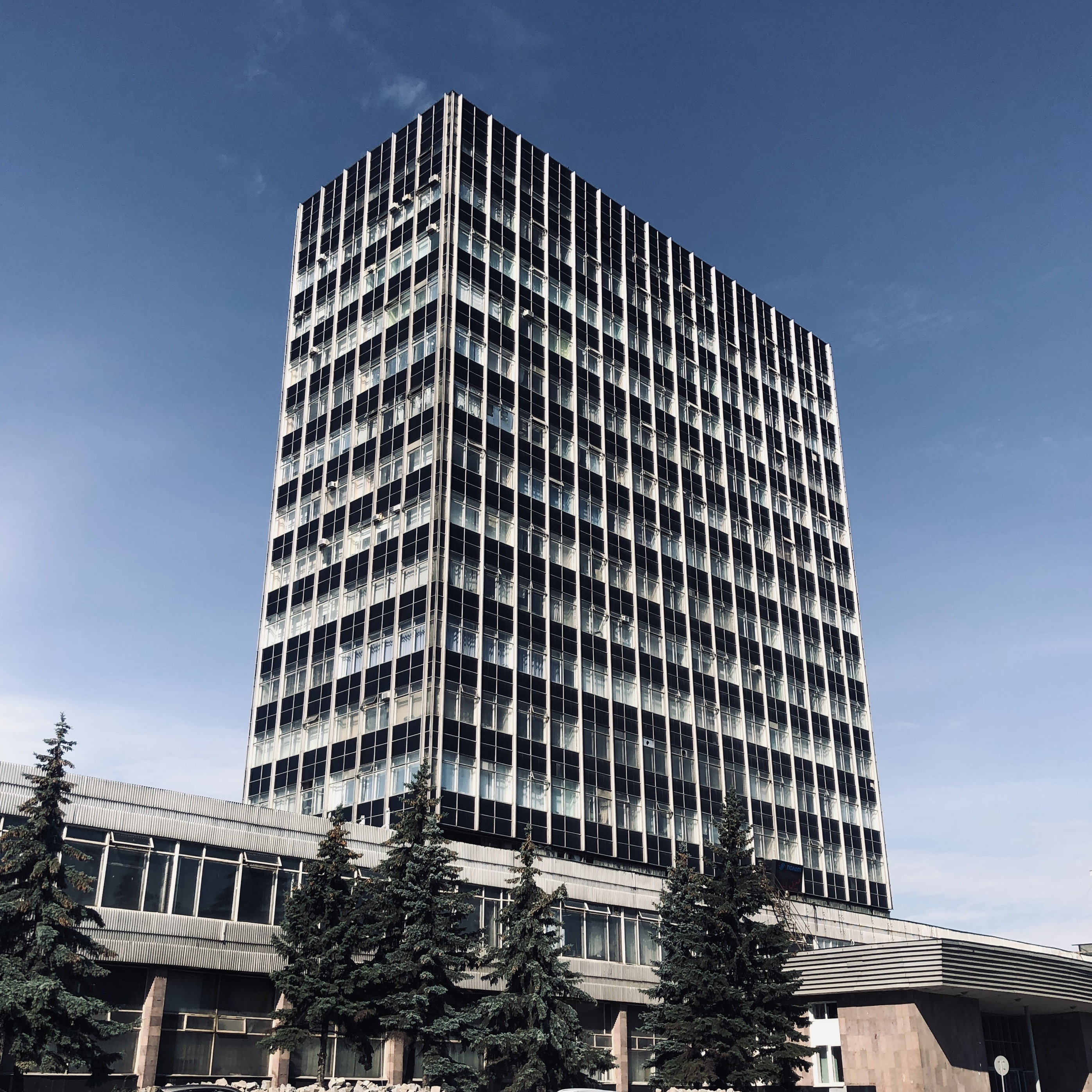
НПП «Полёт» г. Нижний Новгород

Родился 23 февраля 1937 года в городе Горьком. Старшеклассником интересовался точными науками и увлекался радиолюбительством. После окончания школы поступил на радиотехнический факультет политехнического института и навсегда связал свою жизнь с миром радио. Евгений Леонидович 37 лет (1972—2009) руководил Горьковским НИИ радиосвязи/НПП «Полёт».
| Этапы трудового пути: |
| 1954—1959 гг. — студент радиотехнического факультета Горьковского политехнического института имени А. А. Жданова.                                                                                         |
| 1959—1964 гг. — Инженер, старший инженер, ведущий конструктор СКБ ГЗАС им. А. С. Попова. |
| 1964—1966 гг. — Ведущий конструктор, начальник сектора горьковского филиала Московского НИИ радиосвязи Министерства радиопромышленности СССР.                                                             |
| 1966—1972 гг. — Начальник сектора, заместитель главного инженера, главный инженер Горьковского НИИ радиосвязи Министерства радиопромышленности СССР.                                                      |
| 1972—1987 гг. — Директор Горьковского НИИ радиосвязи Министерства промышленности средств связи СССР. |
| 1987—1988 гг. — Директор, генеральный конструктор Горьковского НИИ радиосвязи Министерства промышленности средств связи СССР.                                                                             |
| 1988—1991 гг. — Генеральный директор, генеральный конструктор «Научно-производственного объединения „Полёт“» Министерства связи СССР.                                                                     |
| 1991—2009 гг. — Генеральный директор, генеральный конструктор ФГУП «Научно-производственного объединения „Полёт“» Департамента радиоэлектронной промышленности Министерства промышленности и торговли РФ. |
| 2009—2015 гг. — Генеральный конструктор, первый заместитель генерального директора по НИОКР АО «Научно-производственное предприятие „Полёт“».                                                             |

Умер 04 марта 2019 года в кругу своей семьи. Похоронен на кладбище «Красная Этна» в Нижнем Новгороде.

## Научно-техническая деятельность
Евгений Леонидович Белоусов был инициатором и руководителем работ по созданию единой испытательно-моделирующей системы (ИМС) радиополигонов. В систему вошли базовый радиополигон «Ветлуга» (Нижегородская область), радиополигон в ЛИИ им. М. М. Громова (г. Жуковский, Московская область), радиополигон «Ахтубинск» (г. Ахтубинск, Астраханская область), радиополигон «Бугаз» (г. Судак, Крым). ИМС получила статус отраслевой и включена в Реестр уникальной стендовой базы РФ.
Под его руководством спроектировано несколько поколений радиостанций дальней связи для самолетов гражданской, военно-транспортной и стратегической авиации. Разработанные комплексы запущены в серийное производство. С 80-х годов ими оснащены все самолеты и вертолеты ВВС. Белоусов Евгений Леонидович основоположник создания системы воздушных пунктов управления Вооруженных Сил России.
Доктор технических наук, профессор Белоусов Евгений Леонидович создал научную школу прикладных основ техники авиационной радиосвязи. Он автор 180 научных трудов, в том числе трёх монографий, 14 учебных пособий и методических указаний, 36 научных статей по вопросам авиационной радиосвязи, 38 авторских свидетельств на изобретения и 32 патентов.

## Награды и почётные звания

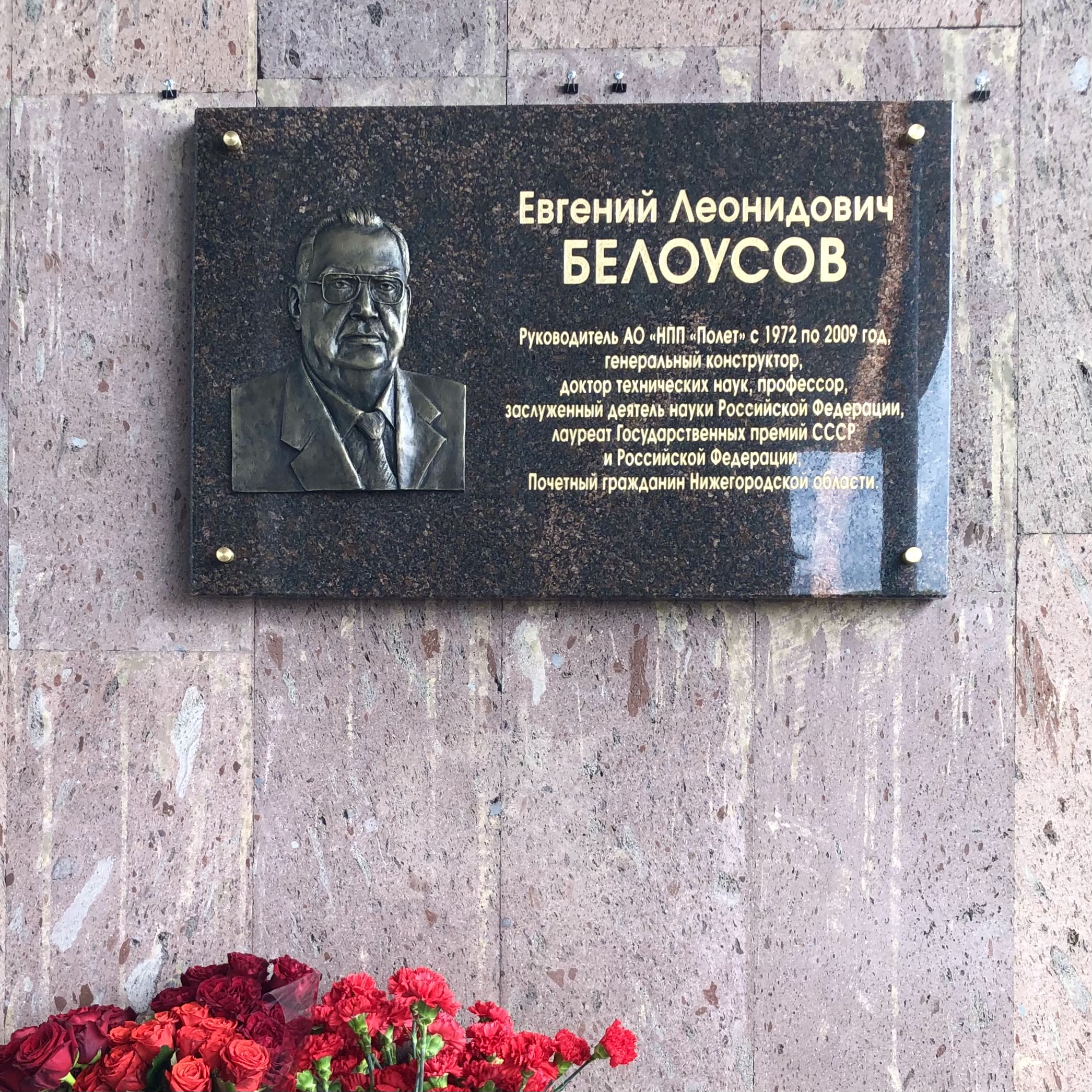
Мемориальная доска Белоусову Евгению Леонидовичу в Нижнем Новгороде

Белоусов Евгений Леонидович награждён:
- орденом Ленина (1990);
- орденом Трудового Красного Знамени (1976);
- орденом Дружбы народов (1981)[6].

Лауреат Государственных премий:
- Государственная премия СССР в области науки и техники (1978)[7];
- Государственная премия Российской Федерации в области науки и техники (1996)[8].

Удостоен почётных званий:
- «Заслуженный деятель науки Российской Федерации» (1997)[9];
- Почетный гражданин Нижегородской области (2003)[10];
- Почетный гражданин Краснобаковского района (2003)[11].

Избран в Зал национальной трудовой славы России (2011).
В честь Белоусова Евгения Леонидовича названа улица в городском округе Судак Республики Крым.